# Miran Pavlin
Miran Pavlin (Kranj, 8. listopada 1971.) je bivši slovenski nogometaš i nacionalni reprezentativac.

## Karijera

### Klupska karijera
Pavlin je u svojoj nogometnoj karijeri najviše igrao za ljubljansku Olimpiju a u inozemstvu za njemačke i ciparske klubove dok je dvije godine bio član Porta. Nakon toga je 2009. prihvatio ponudu FC Kopra da preuzme dvostruku ulogu igrača i sportskog direktora. U svojoj debitantskoj sezoni za novi klub, osvojio je slovensko prvenstvo. Uoči nove sezone, Pavlin je s klubom izgubio od zagrebačkog Dinama u kvalifkacijama za Ligu prvaka s visokih 5:1. Odmah nakon tog poraza igrač je donio odluku od igračkom umirovljenju.

### Reprezentativna karijera
Kao slovenski reprezentativac, Pavlin je u deset godina odigrao 63 utakmice za nacionalnu reprezentaciju te je s njome nastupio na EURU 2000. i Svjetskom prvenstvu 2002. Svoju posljednju utakmicu za Sloveniju odigrao je 28. travnja 2004. protiv Švicarske.

#### Pogoci za reprezentaciju
| #  | Datum              | Mjesto                              | Protivnik      | Pogodak | Rezultat | Natjecanje                  |
| -- | ------------------ | ----------------------------------- | -------------- | ------- | -------- | --------------------------- |
| 1. | 17. studenog 1999. | Olimpijski stadion, Kijev, Ukrajina | Ukrajina       | 1 : 1   | 1 : 1    | Kvalifikacije za EURO 2000. |
| 2. | 23. veljače 2000.  | Muscat, Oman                        | Oman           | 1 : 0   | 4 : 0    | Prijateljska utakmica       |
| 3. | 13. lipnja 2000.   | Charleroi, Belgija                  | SR Jugoslavija | 2 : 0   | 3 : 3    | EURO 2000.                  |
| 4. | 16. kolovoza 2000. | Ostrava, Češka                      | Češka          | 1 : 0   | 1 : 0    | Prijateljska utakmica       |
| 5. | 17. travnja 2002.  | Ljubljana, Slovenija                | Tunis          | 1 : 0   | 1 : 0    | Prijateljska utakmica       |

## Osvojeni trofeji

### Klupski trofeji
| Klub               | Trofej               | Sezona / godina |
| Slovenija          | Slovenija            | Slovenija       |
| ------------------ | -------------------- | --------------- |
| Olimpija Ljubljana | Slovensko prvenstvo  | 1993./94.       |
| Olimpija Ljubljana | Slovensko prvenstvo  | 1994./95.       |
| Olimpija Ljubljana | Slovenski Superkup   | 1995.           |
| Olimpija Ljubljana | Slovenski kup        | 1995.           |
| Portugal           |                      |                 |
| Porto              | Portugalski kup      | 2001.           |
| Porto              | Portugalski Superkup | 2001.           |
| Slovenija          |                      |                 |
| FC Koper           | Slovensko prvenstvo  | 2009./10.       |

## Vanjske poveznice
- Zerozero.pt[neaktivna poveznica]
- National Football Teams.com